# Siphocampylus nematosepalus
Siphocampylus nematosepalus är en klockväxtart som först beskrevs av John Donnell Smith, och fick sitt nu gällande namn av Franz Elfried Wimmer. Siphocampylus nematosepalus ingår i släktet Siphocampylus och familjen klockväxter.
Artens utbredningsområde är Costa Rica. Inga underarter finns listade i Catalogue of Life.